# Anastasia Tatareva
Anastasia Alekseyevna Tatareva (em russo:  Анастасия Алексеевна Татарева; Ecaterimburgo, 19 de julho de 1997) é uma ginasta russa que compete em provas de ginástica rítmica e campeã olímpica.

## Carreira
Tatareva começou na ginástica rítmica numa escola de esportes em Ecaterimburgo, sob a orientação da treinadora Anna Shumilova que posteriormente a levaria para treinar no programa de ginástica da equipe nacional da Rússia.
Em 2014 ela já integrava a seleção nacional e participou da equipe que conquistou a medalha de ouro no Campeonato Europeu de 2014 em Baku, no Azerbaijão. No ano seguinte ela competiu nos primeiros Jogos Europeus e ajudou a Rússia a levar o ouro por equipes e nas 5 fitas. Terminou a temporada de 2015 ganhando o ouro por equipes no Campeonato Mundial em Stuttgart, Alemanha, bem como no combinado de 6 maças e 2 arcos, além da medalha de prata nas 5 fitas.
Em 2016, Tatareva e suas companheiras conquistaram o ouro por equipes no Campeonato Europeu de Holon, Israel, para naquela temporada integrar a seleção russa de ginástica rítmica nos Jogos Olímpicos de 2016, no Rio de Janeiro, que conquistou a medalha de ouro na mesma prova ao lado de Anastasia Maksimova, Maria Tolkacheva, Anastasia Bliznyuk e Vera Biryukova totalizando 36,233 pontos.